# コリン・スナイダー
コリン・ケネス・スナイダー（Collin Kenneth Snider, 1995年10月10日 - ）は、アメリカ合衆国テネシー州ナッシュビル出身のプロ野球選手（投手）。右投右打。MLBのシアトル・マリナーズ所属。

## 経歴

### プロ入りとロイヤルズ時代
2017年のMLBドラフト12巡目（全体360位）でカンザスシティ・ロイヤルズから指名され、プロ入り。契約後、傘下のアパラチアンリーグのルーキー級バーリントン・ロイヤルズでプロデビュー。A級レキシントン・レジェンズでもプレーし、2チーム合計で17試合に登板して3勝0敗2セーブ、防御率3.21、22奪三振を記録した。
2018年はA級レキシントンでプレーし、29試合（先発9試合）に登板して5勝7敗1セーブ、防御率5.57、50奪三振を記録した。
2019年はルーキー級アリゾナリーグ・ロイヤルズとA+級ウィルミントン・ブルーロックスでプレーし、2チーム合計で31試合（先発1試合）に登板して5勝3敗4セーブ、防御率2.24、34奪三振を記録した。
2020年はCOVID-19の影響でマイナーリーグの試合が開催されなかったため、公式戦の登板は無かった。
2021年はAA級ノースウエストアーカンソー・ナチュラルズとAAA級オマハ・ストームチェイサーズでプレーし、2チーム合計で48試合に登板して5勝3敗3セーブ、防御率4.48、64奪三振を記録した。オフの11月19日にルール・ファイブ・ドラフトでの流出を防ぐために40人枠入りした。
2022年の開幕はメジャーで迎え、4月9日のクリーブランド・ガーディアンズ戦でメジャーデビュー。この年メジャーでは42試合に登板して4勝2敗、防御率6.55、22奪三振を記録した。
2023年は20試合（先発1試合）に登板して1セーブ、防御率4.87、11奪三振を記録した。オフの12月11日にDFAとなった。

### マリナーズ時代
2023年12月18日にウェイバー公示を経てアリゾナ・ダイヤモンドバックスへ移籍した。だが、2024年1月30日にDFAとなり、2月6日にウェイバー公示を経てシアトル・マリナーズへ移籍した。

## 選手としての特徴
三振奪取能力には欠けるも、ゴロを打たせて捕ることに長けているところからグラウンドボールピッチャーに分類されている。

## 詳細情報

### 年度別投手成績
| 年 度    | 球 団    | 登 板 | 先 発 | 完 投 | 完 封 | 無 四 球 | 勝 利 | 敗 戦 | セ 丨 ブ | ホ 丨 ル ド | 勝 率 | 打 者 | 投 球 回 | 被 安 打 | 被 本 塁 打 | 与 四 球 | 敬 遠 | 与 死 球 | 奪 三 振 | 暴 投 | ボ 丨 ク | 失 点 | 自 責 点 | 防 御 率 | W H I P |
| -------- | -------- | ----- | ----- | ----- | ----- | -------- | ----- | ----- | -------- | ----------- | ----- | ----- | -------- | -------- | ----------- | -------- | ----- | -------- | -------- | ----- | -------- | ----- | -------- | -------- | ------- |
| 2022     | KC       | 42    | 0     | 0     | 0     | 0        | 4     | 2     | 0        | 7           | .667  | 151   | 34.1     | 40       | 3           | 15       | 0     | 2        | 22       | 0     | 0        | 25    | 25       | 6.55     | 1.60    |
| 2023     | KC       | 20    | 1     | 0     | 0     | 0        | 0     | 0     | 1        | 3           | ----  | 95    | 20.1     | 24       | 3           | 13       | 0     | 0        | 11       | 0     | 0        | 12    | 11       | 4.87     | 1.82    |
| 2024     | SEA      | 42    | 0     | 0     | 0     | 0        | 3     | 4     | 0        | 9           | .429  | 169   | 41.2     | 36       | 5           | 13       | 2     | 0        | 47       | 1     | 0        | 14    | 9        | 1.94     | 1.18    |
| MLB：3年 | MLB：3年 | 104   | 1     | 0     | 0     | 0        | 7     | 6     | 1        | 19          | .538  | 415   | 96.1     | 100      | 11          | 41       | 2     | 2        | 80       | 1     | 0        | 51    | 45       | 4.20     | 1.46    |

- 2024年度シーズン終了時

### 年度別守備成績
| 年 度 | 球 団 | 投手（P） | 投手（P） | 投手（P） | 投手（P） | 投手（P） | 投手（P） |
| 年 度 | 球 団 | 試 合     | 刺 殺     | 補 殺     | 失 策     | 併 殺     | 守 備 率  |
| ----- | ----- | --------- | --------- | --------- | --------- | --------- | --------- |
| 2022  | KC    | 42        | 4         | 1         | 0         | 1         | 1.000     |
| 2023  | KC    | 20        | 1         | 2         | 0         | 1         | 1.000     |
| 2024  | SEA   | 42        | 5         | 3         | 1         | 0         | .889      |
| MLB   | MLB   | 104       | 10        | 6         | 1         | 2         | .941      |

- 2024年度シーズン終了時

### 背番号
- 40（2022年 - 2023年）
- 52（2024年 - ）